# Le souvenir de la chouannerie mayennaise
 (novembre 2013).
Si vous disposez d'ouvrages ou d'articles de référence ou si vous connaissez des sites web de qualité traitant du thème abordé ici, merci de compléter l'article en donnant les références utiles à sa vérifiabilité et en les liant à la section « Notes et références ».
Le souvenir de la chouannerie mayennaise, ou Association du Souvenir de la Chouannerie Mayennaise est une association française fondée en [Quand ?] à [Où ?] par l'éditeur Yves Floc'h, fils de Joseph Floc'h lui-même imprimeur et éditeur à Mayenne. Elle a pour objectif de maintenir le souvenir des défenseurs de « la Foi et du Roi » durant la Révolution française (1792-1832).
Cette association édite un bulletin historique sur la chouannerie en Mayenne et organise des dîners-débats (printemps et automne) et une journée du Souvenir (fin août).